# Cucullia katangae
Cucullia katangae är en fjärilsart som beskrevs av Jean Romieux 1943. Cucullia katangae ingår i släktet Cucullia och familjen nattflyn. Inga underarter finns listade i Catalogue of Life.